# Soutadoiro
Soutadoiro (llamada oficialmente Santa Isabel de Soutadoiro) es una parroquia y una aldea española del municipio de Carballeda de Valdeorras, en la provincia de Orense, Galicia.

## Organización territorial
La parroquia está formada por dos entidades de población:
- Ricosende
- Soutadoiro

## Demografía

### Parroquia
| Gráfica de evolución demográfica de Soutadoiro (parroquia) entre 2000 y 2022 |
|                                                                              |
| Datos según el nomenclátor publicado por el INE.                             |

### Aldea
| Gráfica de evolución demográfica de Soutadoiro (aldea) entre 2000 y 2022 |
|                                                                          |
| Datos según el nomenclátor publicado por el INE.                         |